# (21651) Mission Valley
(21651) Mission Valley est un astéroïde de la ceinture principale.

## Description
(21651) Mission Valley est un astéroïde de la ceinture principale. Il fut découvert le 19 juillet 1999 à Eskridge par Graham E. Bell. Il présente une orbite caractérisée par un demi-grand axe de 2,84 UA, une excentricité de 0,03 et une inclinaison de 13,8° par rapport à l'écliptique.

## Compléments